# Rohod
Rohod är en ort (by) i provinsen Szabolcs-Szatmár-Bereg i östra Ungern. Orten har 1 140 invånare (2024), på en yta av 19,56 km². Den ligger cirka 32 kilometer öster om Nyíregyháza.